# غايسون غريغوري
غايسون غريغوري (بالإنجليزية: Gayson Gregory)‏ (مواليد 5 أبريل 1982 في بولانز) لاعب كرة قدم أنتيغوي دولي يجيد اللعب في خط الهجوم . يلعب حاليا لصالح نادي أنتيغوا باراكوداس الأنتيغوي منذ 2010 .

## روابط خارجية
- غايسون غريغوري على موقع الاتحاد الدولي (مؤرشف)  (الإنجليزية)
- غايسون غريغوري على موقع قاعدة بيانات كرة القدم.إي يو (الإنجليزية)
- غايسون غريغوري على موقع ناشيونال فوتبول تيمز (الإنجليزية)
- غايسون غريغوري على موقع كووورة